# Tres qui fundaverunt ius civile
Con il termine tres qui fundaverunt ius civile si indicano tre giuristi, emersi nel 150 a.C.: Manio Manilio Nepote, Marco Giunio Bruto e Publio Muzio Scevola. Sono noti per aver applicato al diritto romano i concetti astratti, per aver creato un sistema di ius controversum e per aver elaborato definizioni giuridiche.